# Amerika (Fernsehserie)
Amerika ist eine US-amerikanische Fernsehserie aus den Jahren 1986/87, für ca. 44 Millionen US-Dollar produziert und ausgestrahlt von ABC. Die Schreibweise des Titels mit einem „k“ ist der russischen Schreibung für „America“ entnommen. Amerika beschreibt fiktiv Leben und Entwicklung der Bevölkerung im Jahre 1997, zehn Jahre nachdem die USA gewaltfrei durch die UdSSR besetzt worden sind.

## Handlung
1997 wird der ehemalige Präsidentschaftskandidat Devin Milford nach sechs Jahren Haft aus einem Gefängnis nach einem erfolgten Gehirnwäscheprogramm als „geheilt“ entlassen. Die USA sind seit zehn Jahren durch die UdSSR gewaltfrei nach einem technologischen, wahrscheinlich durch die Sowjetunion initiierten Zusammenbruch besetzt worden.
Die Besatzungsmacht verfügt, dass Milford in sein Elternhaus zurückkehrt und seine zwei Kinder, die bei seiner Ex-Frau Marion leben, nicht mehr wiedersehen darf. Marion hat sich während Milfords Haft scheiden lassen und lebt in einer Beziehung mit dem russischen General Samanov, die sie klug für ihre politische Karriere nutzen kann. Sie ist für die Position des stellvertretenden „General-Gouverneurs“ neben Peter Bradford, Milfords früherem Parteifreund, von „Heartland“ vorgesehen. „Heartland“ ist einer von 12 neuen Staaten, die aus den Staaten der gesamten ehemaligen USA hervorgehen sollen, um die jahrelange wirtschaftliche Katastrophe und menschliche Agonie des amerikanischen Volkes zu beenden und letztendlich den ehemaligen Gegner des Kalten Krieges zu zerschmettern. Für die Durchführung der Neuorganisation ist KGB-Kolonel Denisov verantwortlich.
Denisov und Marion unterschätzen die immer noch vorhandene Popularität Milfords beim Volk. Diese wird nicht nur für beide, sondern für die ganze sowjetische Besatzung schmerzlich spürbar, als Milford aus seiner Heimat flieht, um seine Kinder zu sehen und zu entführen. Um einen Aufstand der Bevölkerung zu verhindern, wird die Zündung von Atombomben über drei amerikanischen Städten geplant.

## Besondere Aspekte
Amerika entstand nicht zuletzt basierend auf Endzeitdramen wie The Day After und Red Dawn. Die Serie wurde seit der Erstausstrahlung im amerikanischen Fernsehen nie wiederholt. Ob die mit dieser TV-Serie einhergehende Diskussion, insbesondere die Darstellung der UdSSR, verantwortlich war oder die eher geringen Quoten, ist nicht zweifelsfrei zu klären.